# Ptinella tenella
Ptinella tenella är en skalbaggsart som först beskrevs av Wilhelm Ferdinand Erichson 1845.  Ptinella tenella ingår i släktet Ptinella, och familjen fjädervingar. Arten är reproducerande i Sverige.

## Bildgalleri

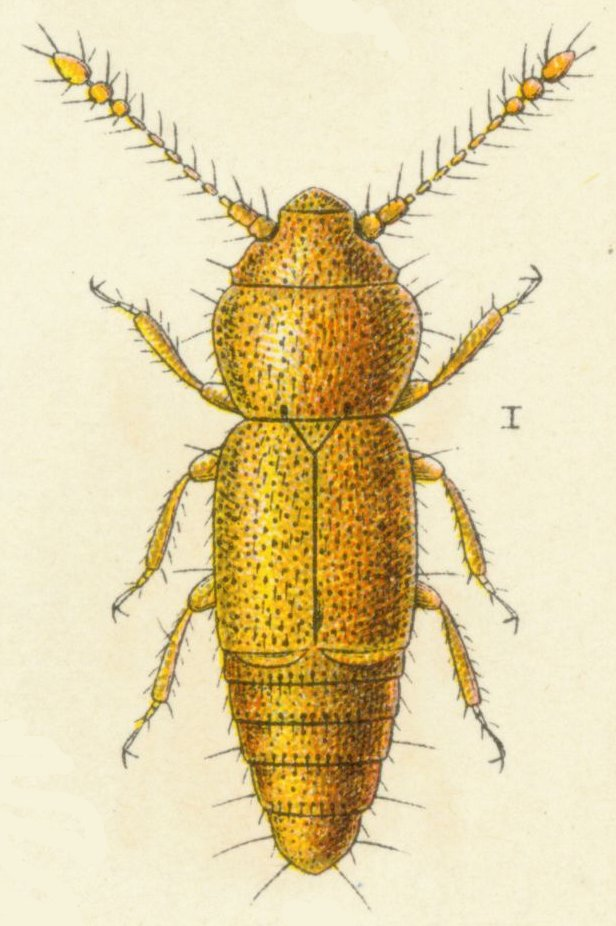